# 立仓镇
立仓镇，是中华人民共和国安徽省亳州市蒙城县下辖的一个乡镇级行政单位。

## 行政区划
立仓镇下辖以下地区：
老街社区、罗集社区、中陆村、赤塘村、张长营村、陆瓦房村、郏庙村、老王圩村、黄龙村、炮台沟村、门南杨村、大李集村、黎明村、芡南村、二郎村、邹圩村、茨北村、杨庄村、老营村、顺河村、薛庙村和前胡村。